# Maude Edwards
Maude Edwards fou una sufragista i feminista escocesa. L'empresonaren a Perth el 1914 per haver tallat el retrat del rei Jordi V del Regne Unit, que estava penjat en la Reial Acadèmia Escocesa d'Edimburg. Va ser alimentada per força a la presó malgrat tenir un problema de cor.

## Campanya pel sufragi femení
Maude Edwards fou jutjada en el Tribunal del Xèrif d'Edimburg, acusada de tallar un retrat del rei Jordi V el 23 de maig de 1914.
El retrat estava penjat a "la Gran Sala" de la Reial Acadèmia Escocesa d'Edimburg, muntat en una pantalla especial amb una cortina i una corona daurades. Maude Edwards, descrita com una "dona mal vestida", amb una destral, a la vista de tots, va colpejar el retrat del rei". Va actuar així com resposta a l'intent fallit d'Emmeline Pankhurst de presentar una delegació al rei a les portes del Palau de Buckingham. Maude Edwards va declarar que s'havia necessitat "molt de valor per a fer aquesta acció".
Aquesta acció formava part de l'estratègia de les sufragistes iniciada a la primeria del 1913 per a tractar de cridar l'atenció del rei Jordi V sobre la qüestió del sufragi femení.
- Al juny del 1913, Emily Wilding Davison havia mort atropellada en l'Epsom Derby mentre tractava d'agafar la brida del cavall del rei.
- A l'octubre del 1913, les sufragistes van interrompre les noces de la princesa Alexandra de Kent.
- Al desembre del 1913, una representació de gala de Joana d'Arc fou boicotejava per les manifestants.[4]

El rei no es va commoure en escoltar els arguments de les sufragistes. Així que quan, al maig del 1914, va impedir que se li acostassen les sufragistes al Palau de Buckingham, era ja profundament impopular.

L'atac de Maude Edwards al retrat del rei de Lavery, per tant, continua sent "l'exemple més creïble d'un atac per a causar un mal personal simbòlic...".
"Quan se li va demanar que respongués a l'acusació, que la denunciava per haver colpejat i tallat amb una destral de manera deliberada i maliciosa, i danyat un retrat de Sa Majestat el Rei Jordi V, de John Lavery, a la Reial Acadèmia Escocesa el 23 de maig, l'acusada va dir a sa senyoria: "No seré jutjada. No li escoltaré a vosté ni a ningú més".
El xèrif ho prengué com una declaració d'innocència" (Aplaudiments en la Cort). 

### Edwards : "jo soc testimoni suficient de mi mateixa"
El xèrif feu una pregunta al secretari del Tribunal a la qual Maude Edwards va respondre. El xèrif li replicà: "No t'estic parlant a tu." "Però jo estic parlant amb vosté", va respondre Maude, "i això marca la diferència. Un dia ens asseurem a jutjar-li a vosté. (...) Què ocorre amb Arabella Scott? Per què l'alimenten per força? Parlaré tot el dia, i li farà bé". Es feu passar el primer testimoni, però va ser quasi inaudible a causa de les protestes d'Edwards. Els testimonis següents parlaren dempeus al costat del jurat. Quan arribà el moment d'escoltar la defensa, se li va preguntar a Maude Edwards si tenia algun testimoni. Ella va respondre que no en tenia cap i que ella era suficient testimoni. El jurat va emetre un veredicte de culpabilitat i el xèrif principal Maconochie dictà tres mesos de presó. Maude Edwards va cridar que ni tres mesos ni cinquanta anys de condemna li suposarien cap diferència. La van portar a la presó de Calton, on ja hi havia piquets. Tres hores després la traslladaren a la presó de Perth.

## La presó de Perth
Maude Edwards entrà a la presó de Perth el 3 de juliol del 1914 per a complir tres mesos. L'endemà l'examinà l'oficial mèdic, que va registrar que estava en un "estat una mica histèric". No parà esment al seu certificat mèdic que afirmava que tenia el cor feble, ja que estava escrit per una doctora que, segons ell, no podia jutjar la situació actual. Maude Edwards es posà en vaga de fam esperant que el seu certificat mèdic l'eximís de l'alimentació forçada. El 5 de juliol, l'alimentaren per força amb llet dolça calenta i ous amb un tub. Cinc dies més tard, va presentar una sol·licitud escrita a mà als comissionats de presons per a ser alliberada sota llicència segons els termes de la Cat and Mouse Act.

En la nota es llegia:
Amb aquesta nota, sol·licite que m'alliberen sota llicència, entenent-se que em compromet a abstenir-me de la militància en el futur. La meua raó especial per a fer tal oferta és el fet que l'oficial mèdic de la presó em diu que l'excitació és perjudicial per a la meua salut. Maude Edwards. 
Fou alliberada el 14 de juliol del 1914.

## Llegat
La història de les quatre presoneres sufragistes a la presó de Perth (Maude Edwards, Arabella Scott, Frances Gordon i Frances Parker Yockey) i del doctor que les alimentà per força, el Dr. Hugh Ferguson-Watson, la va convertir en una obra de teatre Ajay Close: Gat i ratolí.